# Siebeneichen
Siebeneichen er en kommune i det nordlige Tyskland, beliggende i Amt Büchen under Kreis Herzogtum Lauenburg. Kreis Herzogtum Lauenburg ligger i delstaten Slesvig-Holsten.

## Geografi
Siebeneichen ligger ca. 15 km nord for Lauenburg og omkring 37 km øst for Hamborg.
Kommunen ligger på vestbredden af Elbe-Lübeck-Kanal, og der er færge over til kommunen Fitzen på kanalens østbred.